# Game Over (stripreeks)
Game Over is een stripreeks van Midam en Adam initieel uitgegeven door Uitgeverij Dupuis. De strips gaan over de computerfiguur Barbaar van in de Kid Paddle-strips. In album één zien we dan ook op de eerste pagina hoe Kid en zijn vrienden beginnen te spelen, en op het einde hoe ze stoppen. In de volgende albums komen Kid en zijn vrienden echter niet meer ter sprake. Barbaar neemt het in de strips steeds op tegen Blorks en probeert steeds het bordje "Exit" te volgen en komt zo in benarde situaties terecht die steeds weer eindigen in een (soms bloederige) game over.

## Albums
| Nummer | Titel              | Jaar (Nederlandstalige uitgave) | Schrijver(s)                                                | Tekenaar(s)                                         |
| ------ | ------------------ | ------------------------------- | ----------------------------------------------------------- | --------------------------------------------------- |
| 1      | Blork raider       | 2004                            | Adam, Midam, Virginie Augustin, Thiriet, Philippe Bercovici | Adam, Midam                                         |
| 2      | No problemo        | 2006                            | Virginie Augustin, Midam                                    | Midam, Adam                                         |
| 3      | O, wat schattig!   | 2008                            | Adam, Noblet                                                | Adam, Midam                                         |
| 4      | Oeps!              | 2009                            | Éric Adam                                                   | Midam                                               |
| 5      | Walking Blork      | 2011                            |                                                             |                                                     |
| 6      | Sound of silence   | 2012                            |                                                             |                                                     |
| 7      | Only for your eyes | 2012                            |                                                             |                                                     |
| 8      | Cold case          | 2012                            |                                                             |                                                     |
| 9      | Bomba fatale       | 2013                            | Midam, Patelin                                              | Midam, Adam, Netch, Julien Mariolle, Philippe Auger |
| 10     | Watergate          | 2013                            | Midam, Thitaume                                             | Midam, Adam, Julien Mariolle, Philippe Auger        |
| 11     | Yes, I Can!        | 2014                            | Midam, Patelin                                              | Midam, Adam, Patelin, Julien Mariolle               |
| 12     | Royal barbecue     | 2014                            | Midam                                                       | Midam                                               |
| 13     | Toxic affair       | 2015                            | Midam                                                       | Midam                                               |
| 14     | Fatal attraction   | 2016                            |                                                             |                                                     |
| 15     | Very bad trip      | 2017                            |                                                             |                                                     |
| 16     | Ai ai eye          | 2017                            |                                                             |                                                     |
| 17     | Dark web           | 2019                            |                                                             |                                                     |
| 18     | Bad cave           | 2019                            |                                                             |                                                     |
| 19     | Beauty trap        | 2020                            |                                                             |                                                     |
| 20     | Deep impact        | 2021                            |                                                             |                                                     |
| 21     | Rasp incident      | 2022                            |                                                             |                                                     |